# Деселинг
Деселинг (фр. Desseling) насеље је и општина у североисточној Француској у региону Лорена, у департману Мозел која припада префектури Сарбур.
По подацима из 2011. године у општини је живело 107 становника, а густина насељености је износила 21,19 становника/km². Општина се простире на површини од 5,05 km². Налази се на средњој надморској висини од 230 метара (максималној 272 m, а минималној 213 m).

## Демографија
| 1962. | 1968. | 1975. | 1982. | 1990. | 1999. | 2011. |
| ----- | ----- | ----- | ----- | ----- | ----- | ----- |
| 83    | 92    | 87    | 81    | 74    | 106   | 107   |

График промене броја становника у току последњих година